# کاخ دلمه‌باغچه

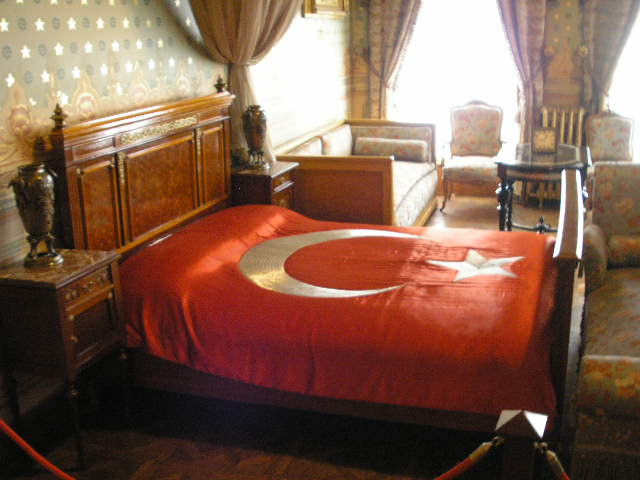
تختی که آتاترک در هنگام مرگ در آن خوابیده بود. این تخت در قسمت حرم کاخ دلمه باغچه قرار دارد.

کاخ دلمه‌باغچه (زبان ترکی استانبولی:Dolmabahçe Sarayı) کاخی شاهانه از سدهٔ نوزدهم در استانبول، ترکیه است که در کرانهٔ اروپایی تنگه بسفر واقع شده‌است. این کاخ از سال ۱۸۵۶ تا ۱۸۸۷ و سپس از ۱۹۰۹ تا ۱۹۲۲ مرکز اصلی اداری امپراتوری عثمانی بود.

## تاریخچه

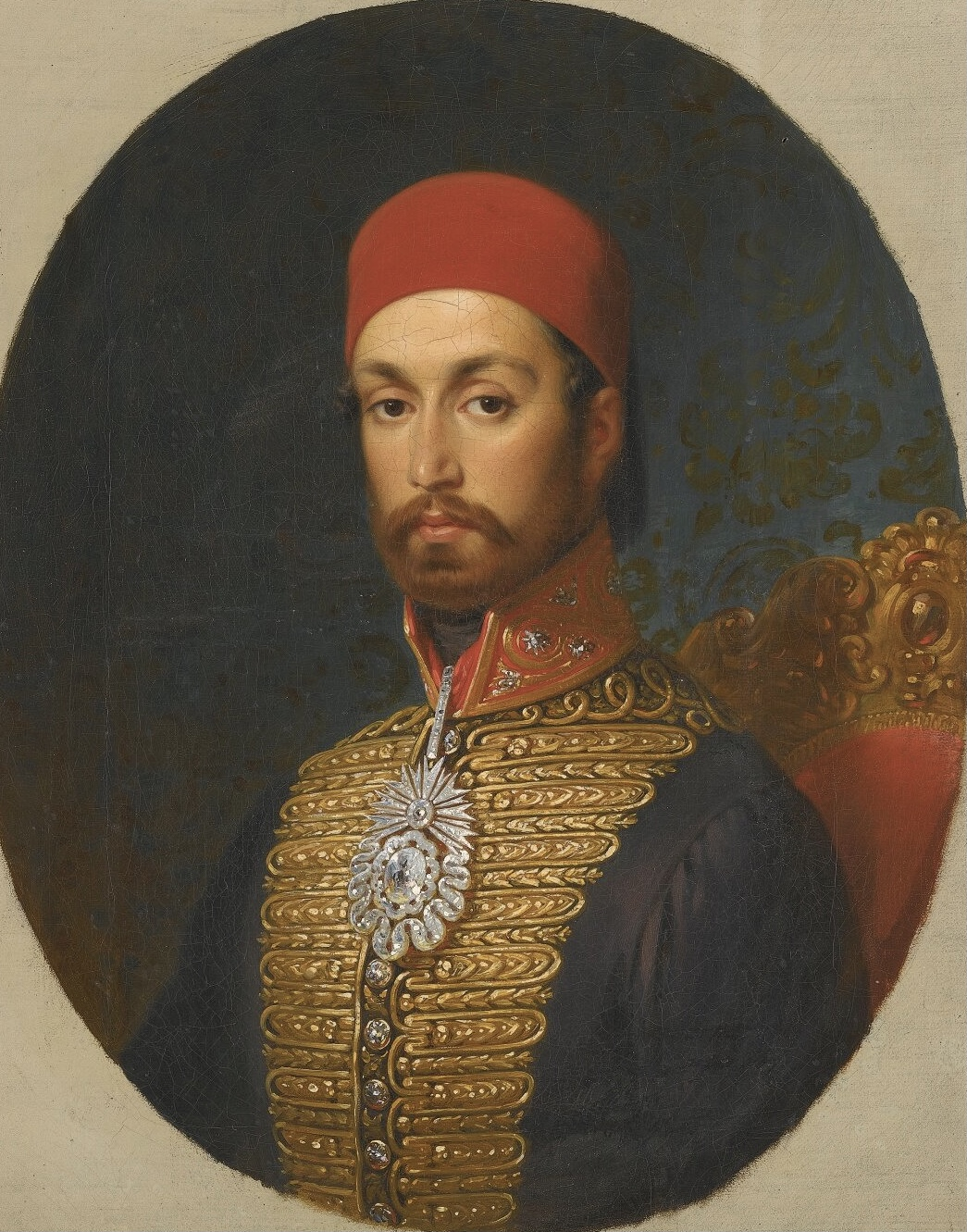
عبدالمجید یکم

کاخ دلمه‌باغچه به فرمان سی‌ویکمین سلطان امپراتوری، عبدالمجید یکم، میان سال‌های ۱۸۴۳ تا ۱۸۵۶ ساخته شد. پیش از آن، سلطان و خانواده‌اش در کاخ توپ‌قاپی می‌زیستند، اما از آنجا که کاخ توپ‌قاپی با وجود شکوه قرون وسطایی خود فاقد سبک، شکوه و آسایش روزآمد در قیاس با کاخ‌های پادشاهان اروپایی بود، عبدالمجید تصمیم گرفت کاخی امروزی و نوین در نزدیکی جایگاه کاخ ساحلی بشیکتاش ــ که تخریب شده بود ــ بسازد. مسئولیت ساخت‌وساز بر عهدهٔ حاجی سعید آقا بود و طرح آن را معماران گاربِت بالیان، پسرش نیقوغایوس بالیان و اِوانیس کالفا (از اعضای خانوادهٔ بالیان، معماران درباری ارمنی عثمانی) اجرا کردند.
الگو:تا، هزینهٔ ساخت این کاخ معادل حدود ۳ میلیارد دلار آمریکا برآورد شده‌است: پنج میلیون لیره عثمانی، یا ۳۵ تن طلا. این مبلغ تقریباً برابر با یک‌چهارم درآمد سالانهٔ مالیاتی کشور بود. تأمین مالی ساخت کاخ از راه کاهش ارزش پول، صدور گستردهٔ اسکناس و نیز وام‌های خارجی صورت گرفت. این هزینه‌های هنگفت بار سنگینی بر خزانهٔ دولت نهاد و به وخامت اوضاع مالی امپراتوری عثمانی انجامید، به‌گونه‌ای که در اکتبر ۱۸۷۵ این کشور در پرداخت بدهی عمومی عثمانی خود ناتوان شد و در پی آن، در سال ۱۸۸۱ ادارهٔ بدهی عمومی عثمانی برای کنترل مالی "مرد بیمار اروپا" از سوی قدرت‌های اروپایی تشکیل شد.

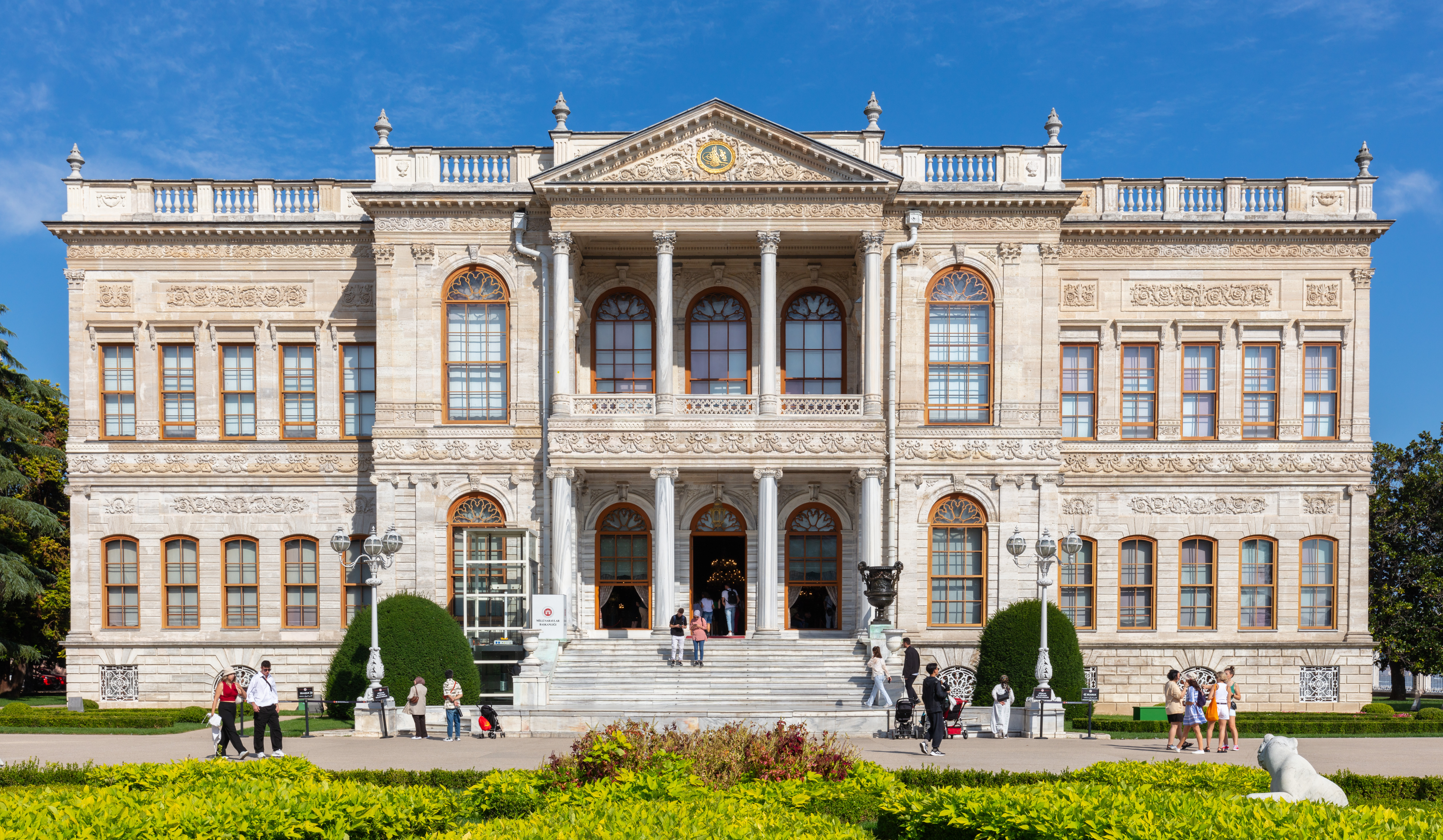
نمای سلام‌لیک

این کاخ از سال ۱۸۵۶ که نخستین‌بار مسکونی شد، تا زمان لغو خلافت در ۱۹۲۴، اقامتگاه شش سلطان عثمانی بود. واپسین فرد خاندان سلطنتی که در این کاخ اقامت داشت عبدالمجید دوم بود. در پی قانونی که از ۳ مارس ۱۹۲۴ اجرایی شد، مالکیت کاخ به میراث ملی جمهوری ترکیه منتقل شد. مصطفی کمال آتاترک، بنیان‌گذار و نخستین رئیس‌جمهور جمهوری ترکیه، در تابستان‌ها از این کاخ به‌عنوان اقامتگاه ریاست‌جمهوری استفاده می‌کرد و شماری از مهم‌ترین تصمیم‌های خود را در همین‌جا گرفت. آتاترک واپسین روزهای درمان خود را در این کاخ گذراند و در ۱۰ نوامبر ۱۹۳۸ در همین‌جا درگذشت.
امروزه این کاخ زیر نظر ریاست کاخ‌های ملی (Milli Saraylar Daire Başkanlığı) و وابسته به مجلس ملی کبیر ترکیه اداره می‌شود.

## موقعیت
محل ساخت کاخ دلمه‌باغچه در آغاز خلیجی در تنگه بسفر بود که ناوگان عثمانی در آن لنگر می‌انداخت. این منطقه به‌تدریج در سدهٔ هجدهم با خاک‌ریزی به باغی سلطنتی تبدیل شد که بسیار مورد علاقهٔ سلطانهای عثمانی بود. واژهٔ دلمه‌باغچه از ترکیب طولمه دولمه ترکی به‌معنی «پرشده» و باغچه باغچه فارسی  گرفته شده‌است. در سده‌های هجدهم و نوزدهم، کاخ‌های تابستانی کوچک و کوشک‌های چوبی در این منطقه ساخته شد که در نهایت به مجموعهٔ کاخ ساحلی بشیکتاش بدل گردید. این منطقه که ۱۱۰٬۰۰۰ مترمربع وسعت دارد، از شرق به تنگه بسفر و از غرب به پرتگاهی بلند محدود شده‌است؛ به‌طوری که پس از ساخت کاخ دلمه‌باغچه با وسعت ۴۵٬۰۰۰ مترمربع، تنها فضای محدودی برای باغ پیرامونی باقی مانده‌است.

== طراحی و ساختار == 

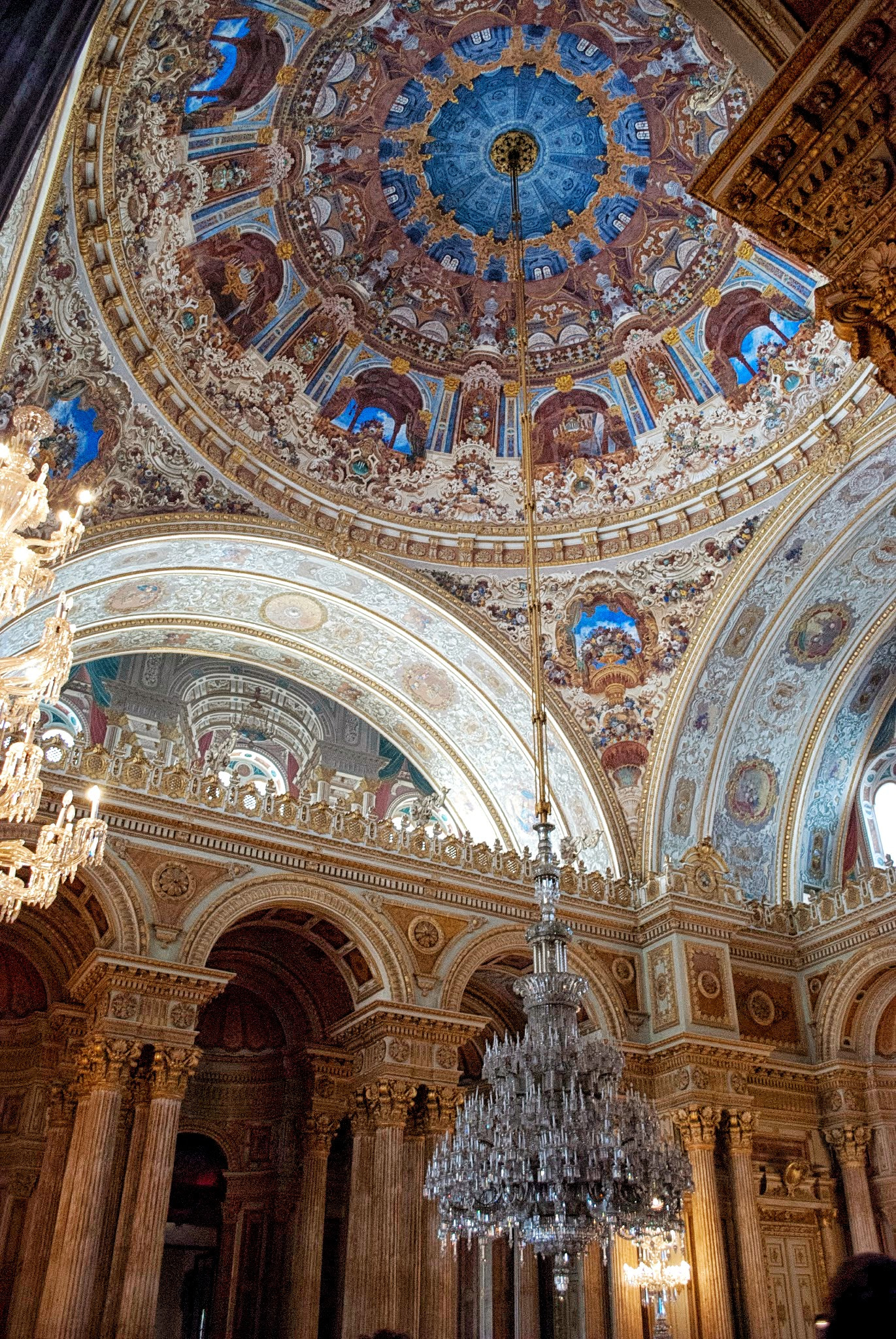
تالار آیین با بزرگ‌ترین چلچراغ بلورین جهان، که پیش‌تر تصور می‌شد هدیه‌ای از ملکه ویکتوریا باشد.

دلمه‌باغچه بزرگ‌ترین کاخ در ترکیه است. این کاخ با مساحت ۴۵٬۰۰۰ متر مربع (۴۸۰٬۰۰۰ فوت مربع) شامل ۲۸۵ اتاق، ۴۶ تالار، شش گرمابه و ۶۸ آبریزگاه (توالت) می‌باشد.
طراحی آن دارای عناصر التقاطی از معماری باروک، روکوکو و معماری نئوکلاسیک است که با معماری سنتی عثمانی درآمیخته و ترکیبی نو پدید آورده است. چیدمان و تزیینات کاخ بازتاب‌دهندهٔ نفوذ روزافزون سبک‌ها و معیارهای اروپایی بر فرهنگ و هنر عثمانی در دوران تنظیمات است. نمای بیرونی، به‌ویژه از سمت تنگه بسفر، دارای ساختاری کلاسیک و دوسَره است که بخش مرکزی بزرگی آن را از دو بال جانبی جدا می‌کند.

نقشهٔ طبقات کاخ

از دیدگاه عملکردی، این کاخ عناصری از شیوهٔ سنتی زندگی در کاخ‌های عثمانی را حفظ کرده‌است و همچنین ویژگی‌هایی از خانه‌های سنتی ترکی دارد. ساختار آن به‌طور دقیق به دو بخش مجزا تقسیم شده‌است: بخش جنوبی (مابین همايون یا سلام‌لیک، که در معماری یونانی آندرون نام دارد)، ویژهٔ پذیرایی و امور رسمی است و بخش شمالی (حرام همايون یا حرم‌سرای سلطنتی عثمانی)، محل اقامت خصوصی سلطان و خانواده‌اش. این دو بخش توسط تالار بزرگ آیین (معایده سالونو) از هم جدا شده‌اند. این تالار دارای مساحت ۲٬۰۰۰ متر مربع (۲۲٬۰۰۰ فوت مربع) و گنبدی به بلندی ۳۶ متر (۱۱۸ فوت) است. چون حرم‌سرا باید کاملاً از جهان بیرون جدا می‌بود، ورودی اصلی بازدیدکنندگان در بخش جنوبی و باریک قرار دارد. در آنجا، اتاق‌هایی برای پذیرایی از میهمانان و دیپلمات‌های خارجی تعبیه شده‌اند. حرم‌سرا شامل هشت آپارتمان متصل‌به‌هم است، که هرکدام دارای حمام هستند و برای همسران، محبوبه‌ها، و کنیزهای سلطان، و نیز برای والده سلطان (مادر سلطان) در نظر گرفته شده‌اند.

## دکوراسیون و تجهیزات

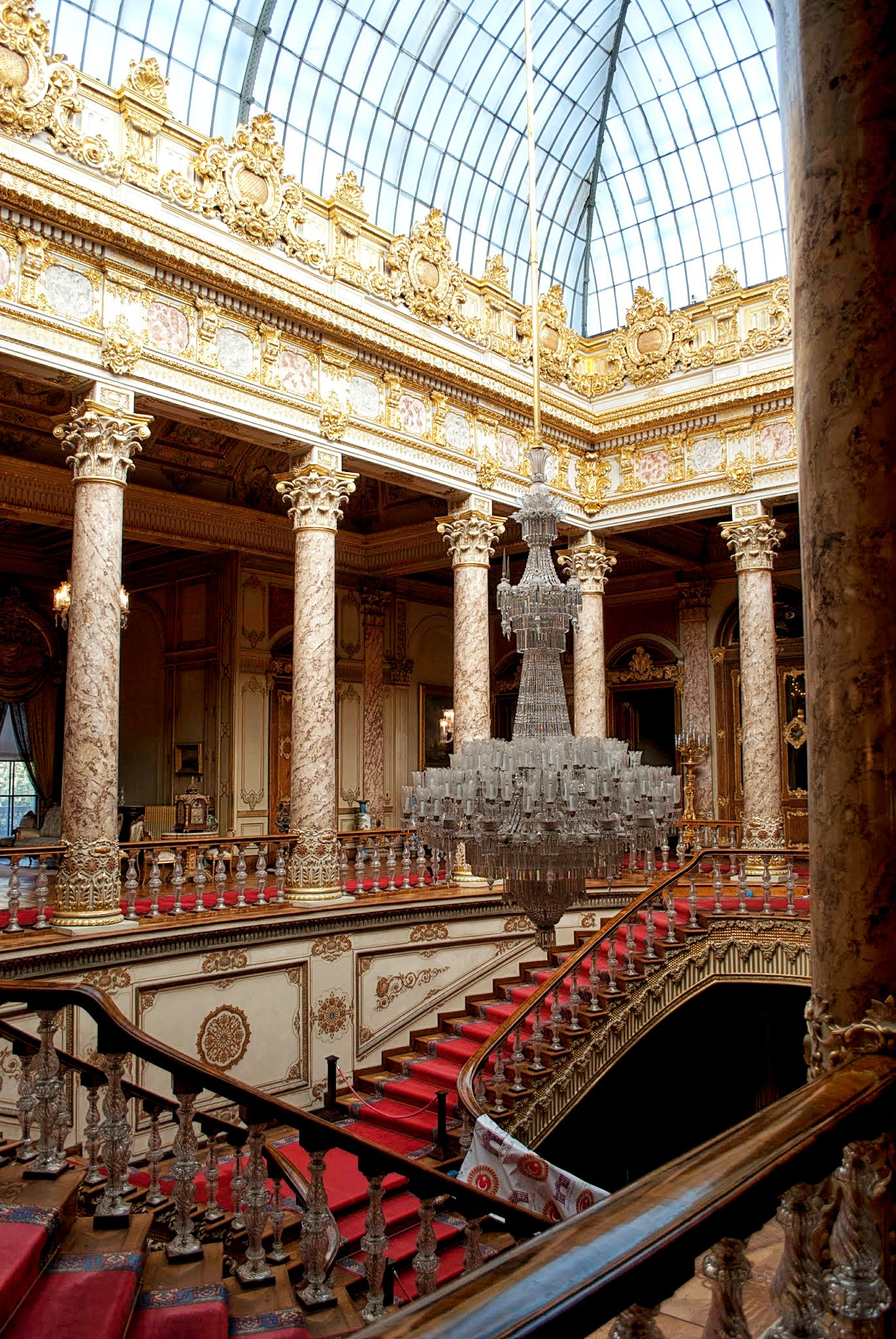
پلکان بلورین با نرده‌های کریستال باکارا و چلچراغ

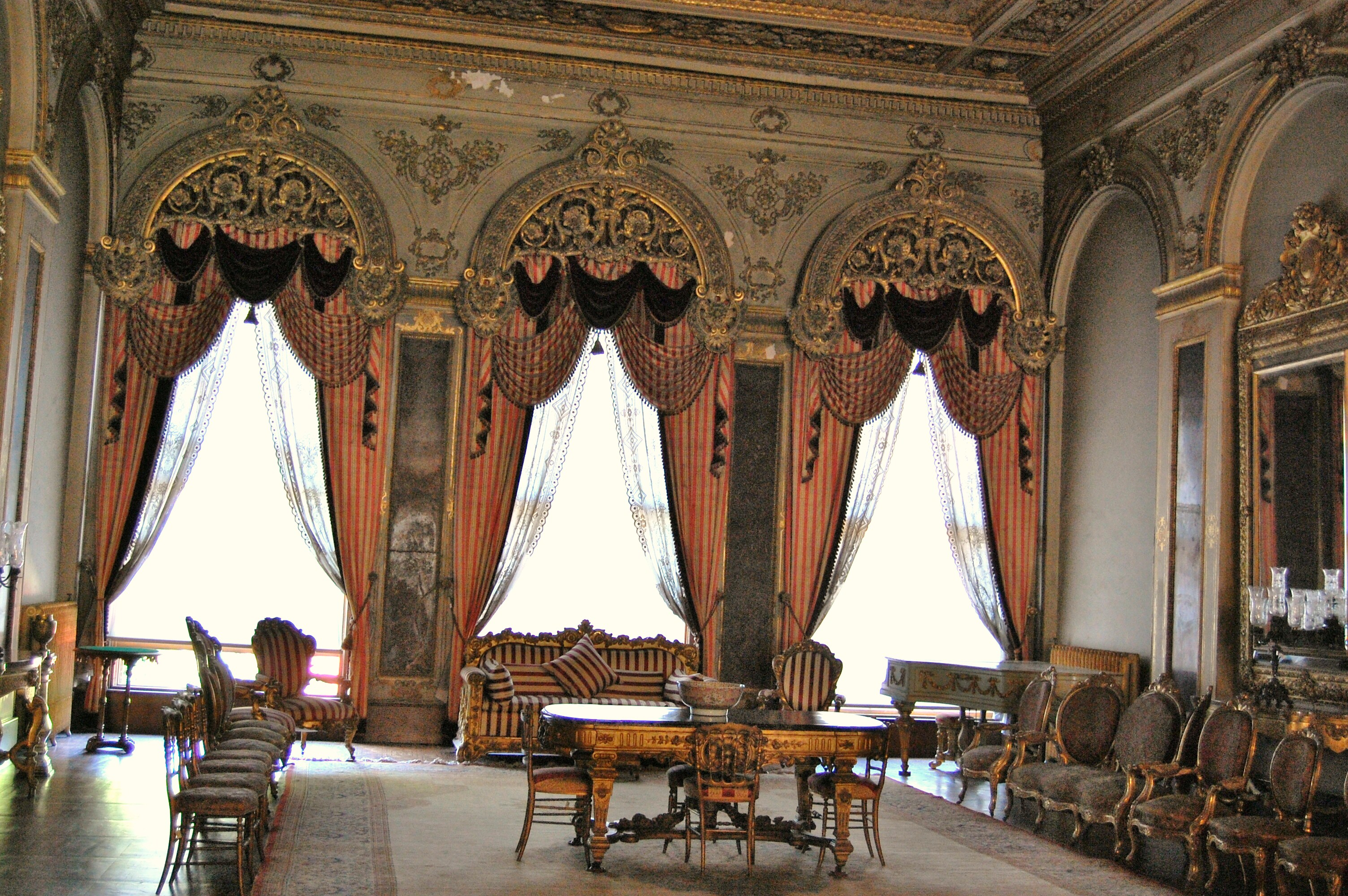
تالار ورودی

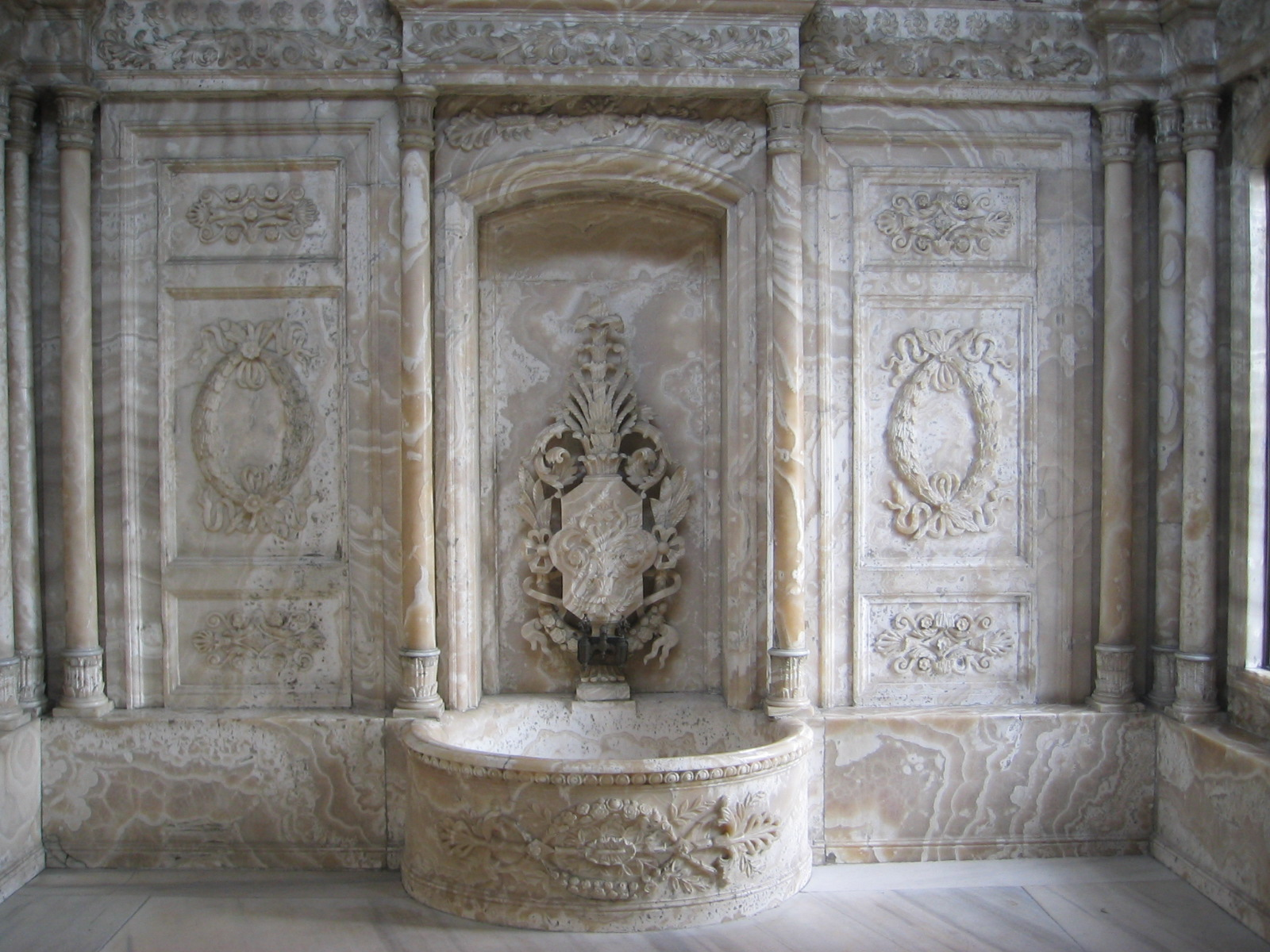
حمام سلطان، آراسته‌شده با سنگ مرمر مصری

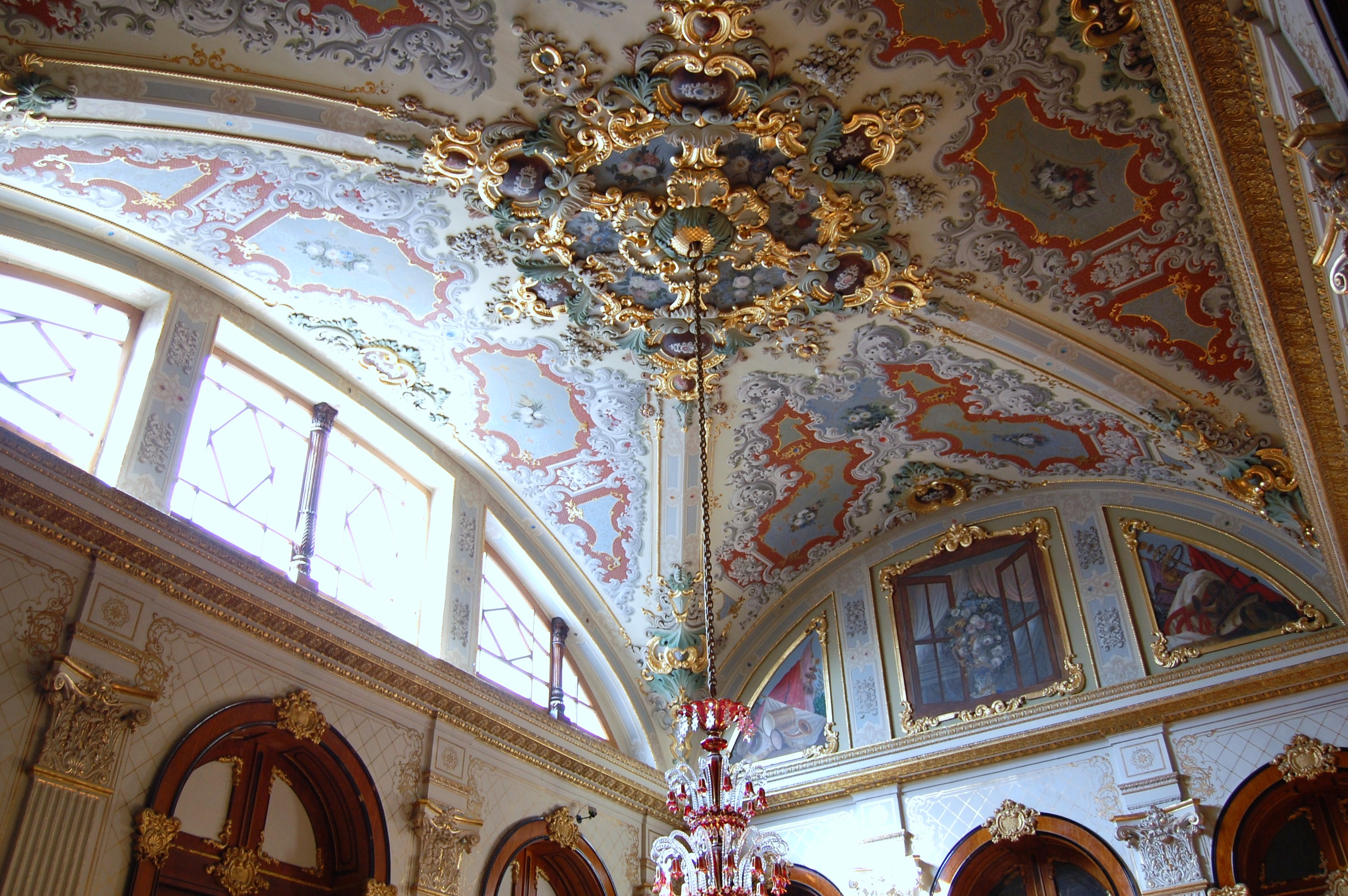
پلکان‌های کاخ

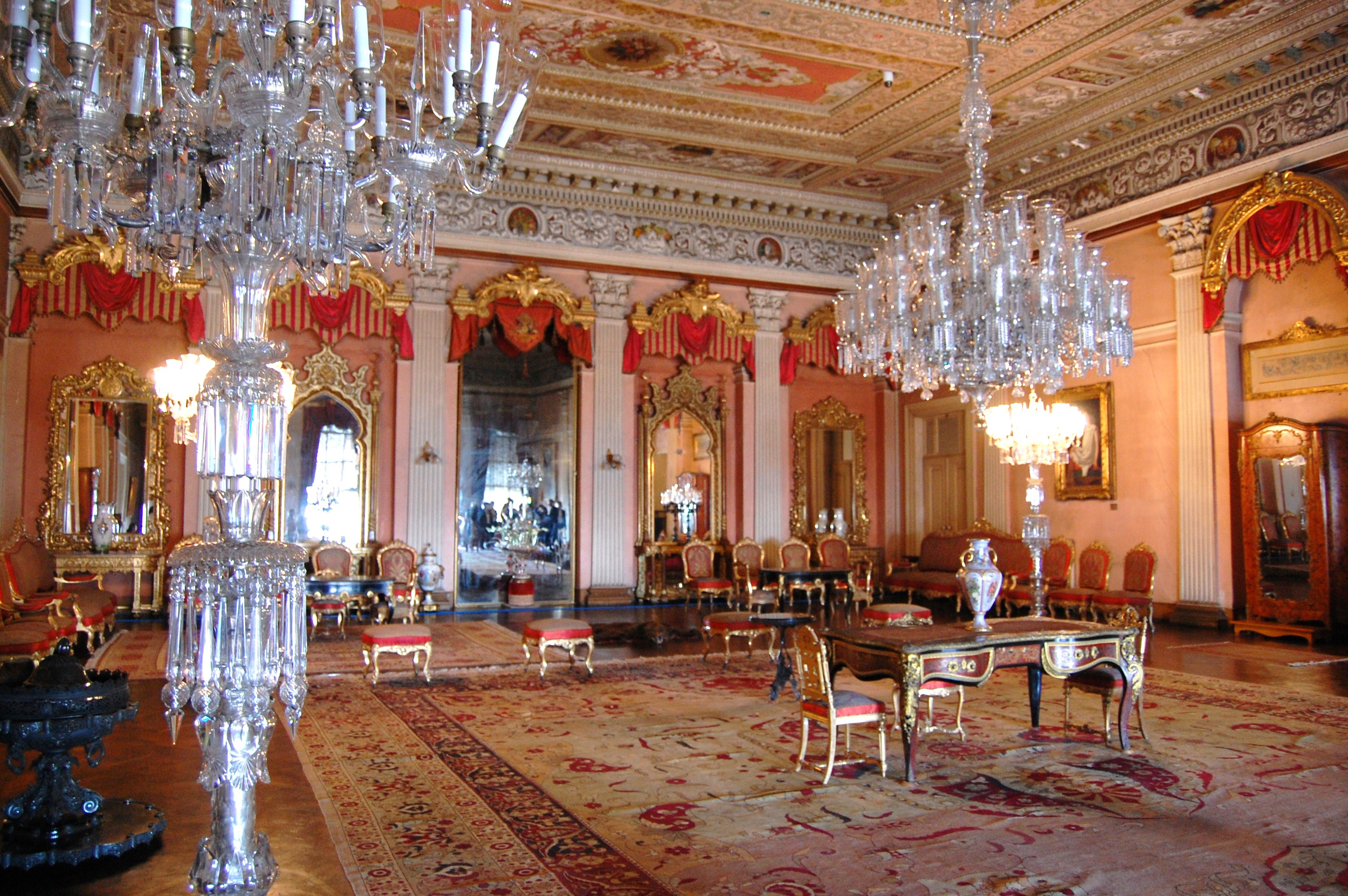
تالار صورتی

در حالی‌که کاخ توپ‌قاپی نمونه‌های نفیسی از کاشی‌های ایزنیک و کنده‌کاری عثمانی را در خود دارد، کاخ دلمه‌باغچه به‌شدت با طلا و بلور تزیین شده‌است. چهارده تن طلا برای آب‌طلاکاری سقف‌ها به‌کار رفته‌است. بیش از ۱۰۰ کیلوگرم طلا برای تزیینات کاخ استفاده شده که ارزش کنونی آن بالغ بر ۶ میلیون دلار آمریکاست.
بزرگ‌ترین چلچراغ بلورین جهان در تالار آیین این کاخ قرار دارد. این چلچراغ ۷۵۰ شعله دارد و وزن آن ۴٫۵ تن است. پیش‌تر تصور می‌شد این چلچراغ هدیه‌ای از سوی ملکه ویکتوریا باشد، اما در سال ۲۰۰۶ سندی مربوط به سال ۱۸۵۲ یافت شد که نشان می‌دهد سلطان خود آن را خریده بوده‌است.
کاخ دلمه‌باغچه دارای گسترده‌ترین مجموعه از چلچراغ‌های بلورین بوهمی و باکارا در جهان است. پلکان مشهور بلورین که به‌شکل نعل اسب دوبل ساخته شده، از کریستال باکارا، برنج و چوب ماهون تشکیل شده‌است.
در تزیینات کاخ از سنگ‌هایی گران‌بها مانند مرمر پرکنه از جزیره مرمره، سنگ مرمر مصری (کلسیت که به «مرمر عقیق‌نما» نیز شناخته می‌شود) و سنگ سماق از پرگامون استفاده شده‌است.
در این کاخ مجموعه‌ای گسترده از فرش‌های کاخ هِرِکه بافته‌شده در کارخانهٔ امپراتوری هرکه نگهداری می‌شود. بزرگ‌ترین فرش هرکهٔ جهان در تالار اصلی همین کاخ گسترده شده‌است. همچنین، فرش‌هایی از پوست خرس که در گذشته به‌عنوان هدیه‌ای از سوی نیکلای اول روسیه به سلطان اهدا شده بود، در کاخ قرار دارد.
مجموعه‌ای شامل ۲۰۲ نقاشی رنگ‌روغن نیز در کاخ به نمایش درآمده است. در میان آن‌ها، ۲۳ اثر از ایوان آیوازوفسکی ــ نقاش درباری در دورهٔ اقامتش در استانبول ــ از برجسته‌ترین آثارند. در این مجموعه همچنین آثاری از گوستاو بولانژه، ژان-لئون ژروم، اوژن فرومنتن، استانیسواف خلبوفسکی، فلیکس زیم، کارل یوزف کوواسه، فاوستو زونارو، تئو فان ریسلبرگه و الکساندر شاندور سووبودا دیده می‌شود. همچنین نقاشی‌هایی از هنرمندان ترک نظیر عثمان حمدی‌بیگ، خلیل پاشا و عثمان نوری پاشا در این موزهٔ هنری به چشم می‌خورد.
از همان آغاز، تجهیزات این کاخ مطابق با پیشرفته‌ترین فناوری‌های زمان ساخته شد. روشنایی گازی و توالت فرنگی از بریتانیا وارد شدند، در حالی‌که بسیاری از کاخ‌های قارهٔ اروپا هنوز فاقد این امکانات بودند. بعدها برق، سامانه گرمایش مرکزی و آسانسور نیز به کاخ افزوده شدند.
در ادامه ترجمهٔ فارسی بخش‌های مربوط به اتاق‌ها، دروازه‌ها و ساختمان‌های مجاور کاخ دلمه‌باغچه را می‌خوانید:

== اتاق‌ها == 

### تالار مدخل (ورودی اصلی)

طغرای عبدالمجید یکم

بازدید از کاخ دلمه‌باغچه از تالار مدخل آغاز می‌شود. اتاق‌هایی که از این تالار منشعب می‌شوند، به‌سوی دریا و خشکی قرار دارند. اتاق‌هایی که به‌سوی دریا هستند برای مقامات عالی‌رتبه مانند صدر اعظم و سایر وزیران دولتی استفاده می‌شدند. اتاق‌هایی که به‌سوی خشکی‌اند، به مدیران مختلف دربار و دولت تعلق داشتند، مانند رئیس تشریفات کاخ، شیخ‌الاسلام و اعضای مجلس عمومی.
میهمانان نخست در این تالار منتظر می‌ماندند تا در زمان مناسب توسط مأمور تشریفات به داخل راهنمایی شوند. با ورود به تالار مدخل، در دو سوی اتاق، میزهایی از نوع «بول» دیده می‌شود که بر روی آن‌ها طغرای سلطان عبدالمجید نقش بسته‌است. همچنین، طغرا بر روی شومینهٔ این اتاق نیز دیده می‌شود. چلچراغ انگلیسی که از سقف آویخته شده، دارای شصت شاخه‌است. پارچه‌های هرکه که در مبلمان و پرده‌ها به‌کار رفته‌اند، در رنگ قرمز سلطنتی هستند.

### اتاق‌های دبیرخانه

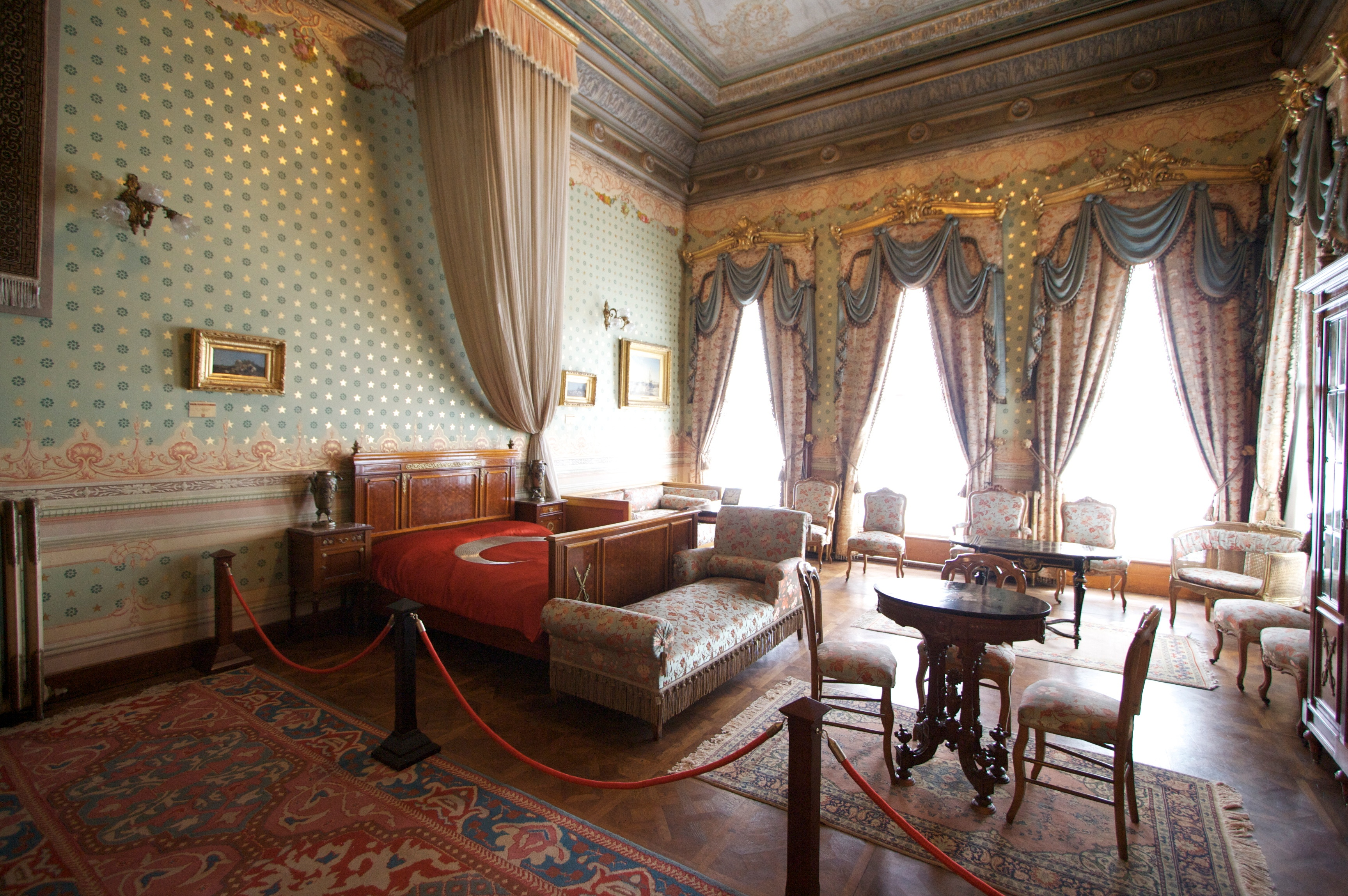
تخت مرگ مصطفی کمال آتاترک

دومین اتاق در سمت راست پس از تالار مدخل، «تالار دبیران» است که به‌نام «اتاق کاشی‌کاری» نیز شناخته می‌شود. بزرگ‌ترین نقاشی در مجموعهٔ کاخ، که صحنه‌ای از «کاروان سرره» را به تصویر می‌کشد، اثر استفانو اوسی، بر دیوار چپ این تالار نصب شده‌است. «سرره» به کاروان‌هایی گفته می‌شد که در ماه مذهبی رجب از استانبول به مکه می‌رفتند و کمک‌های مالی برای نگهداری و تزیین کعبه و یاری‌رسانی به مردم حجاز را حمل می‌کردند.
بر دیوار سمت راست، تابلویی از رودولف ارنست دیده می‌شود که آتش‌سوزی تئاتر شهرداری پاریس را نشان می‌دهد. همچنین، تابلوی دیگری از «دختر روستایی هلندی» اثر دلاندْر در این اتاق قرار دارد. این فضا با مبلمان سبک فرانسوی تزیین شده و در آن گلدان‌هایی از چینی‌های بسیار ارزشمند نیز دیده می‌شود.

### اتاق آتاترک
مصطفی کمال آتاترک واپسین روزهای زندگی‌اش را در این کاخ گذراند، چرا که وضعیت جسمی‌اش رو به وخامت گذاشته بود. وی در ساعت ۹:۰۵ صبح روز ۱۰ نوامبر ۱۹۳۸ در اتاق‌خوابی واقع در بخش پیشین حرم‌سرای کاخ درگذشت. پس از مرگ او، همهٔ ساعت‌های کاخ متوقف شده و بر روی زمان ۹:۰۵ تنظیم شدند. امروزه، ساعت‌های بیرون از این اتاق مطابق با زمان رسمی ترکیه تنظیم شده‌اند، اما ساعت داخل اتاق مرگ او همچنان ۹:۰۵ را نشان می‌دهد.

=== حرم‌سرا === 

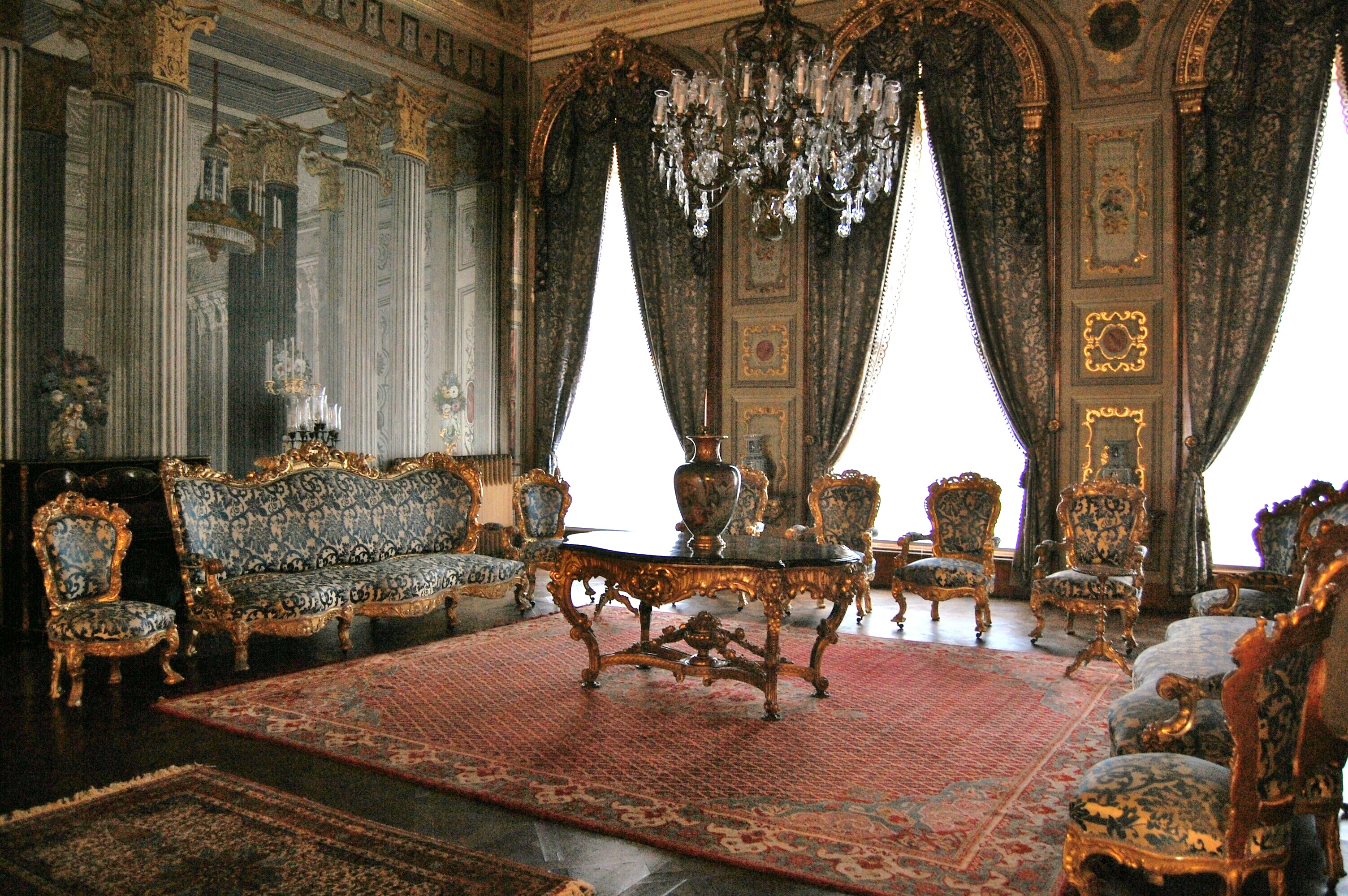
تالار آبی در بخش حرم‌سرای کاخ

حرم‌سرا یکی از ویژگی‌های سنتی معماری خاورمیانه در دوره‌های مختلف تاریخی بوده‌است. هدف عبدالمجید یکم از ساختن حرم‌سرای کاخ دلمه‌باغچه، فراهم‌کردن فضایی جداگانه برای اعضای خاندان سلطنتی و آسایش آن‌ها بود. مطابق سنت، همسران و کنیزهای سلطان در همین حرم‌سرا زندگی می‌کردند. همچنین، اتاق‌هایی برای آموزش فرزندان سلطان و نیز محل زندگی شخص سلطان نیز بخشی از همین فضا را تشکیل می‌دادند.
سلاطین پیش‌تر، زنان خود را به‌طور کامل از فضاهای عمومی محدود می‌کردند، اما عبدالمجید برخلاف سنت، به آن‌ها اجازه داد که با همراهی و نظارت مأموران دربار، به مغازه‌ها و بازارها بروند.

## دروازه‌ها

### دروازهٔ سلطان

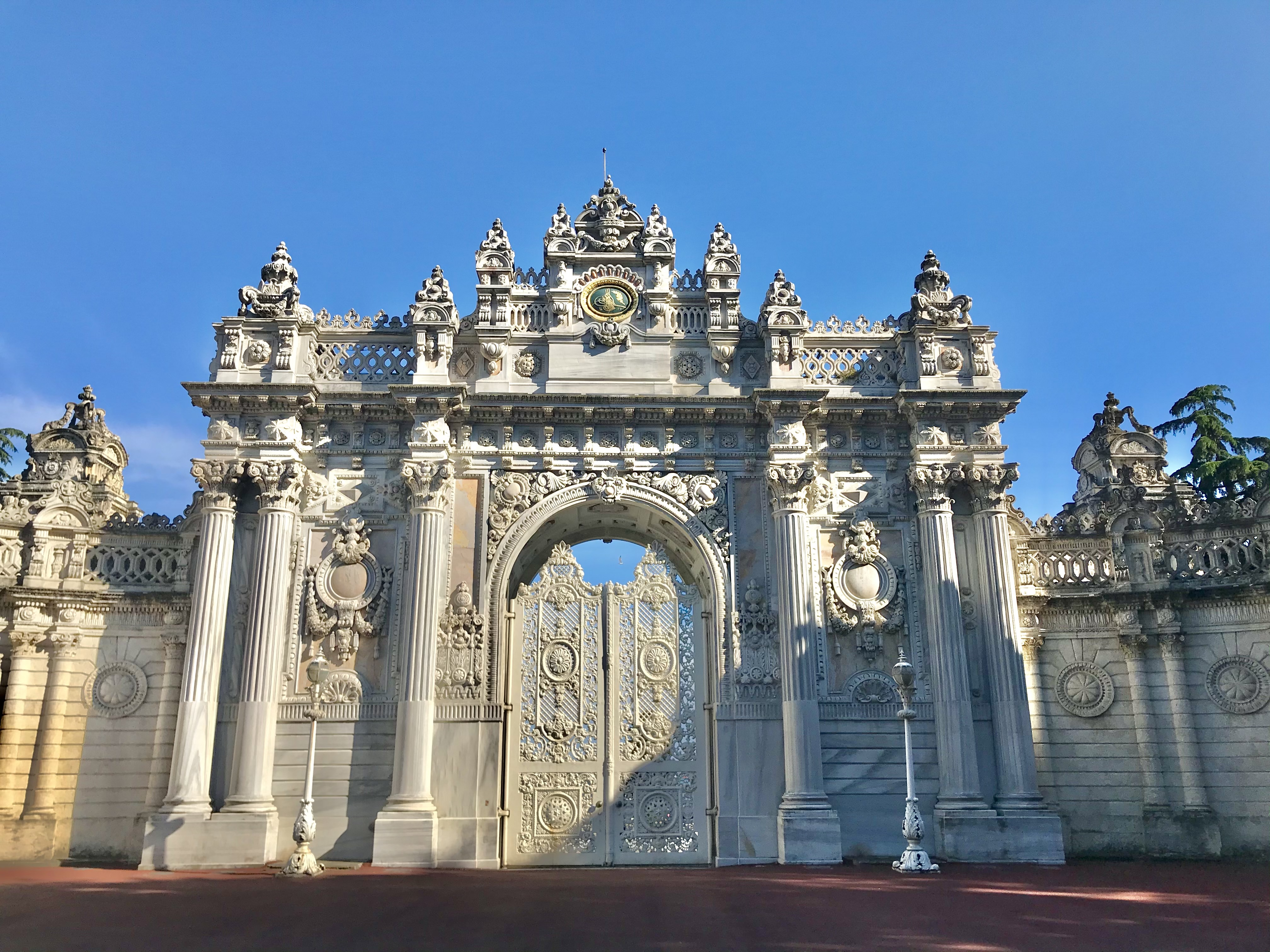
نمای داخلی دروازهٔ سلطان (سلطنت قاپی‌سی) با همان آرایش ستون‌ها.

### دروازهٔ خزانه

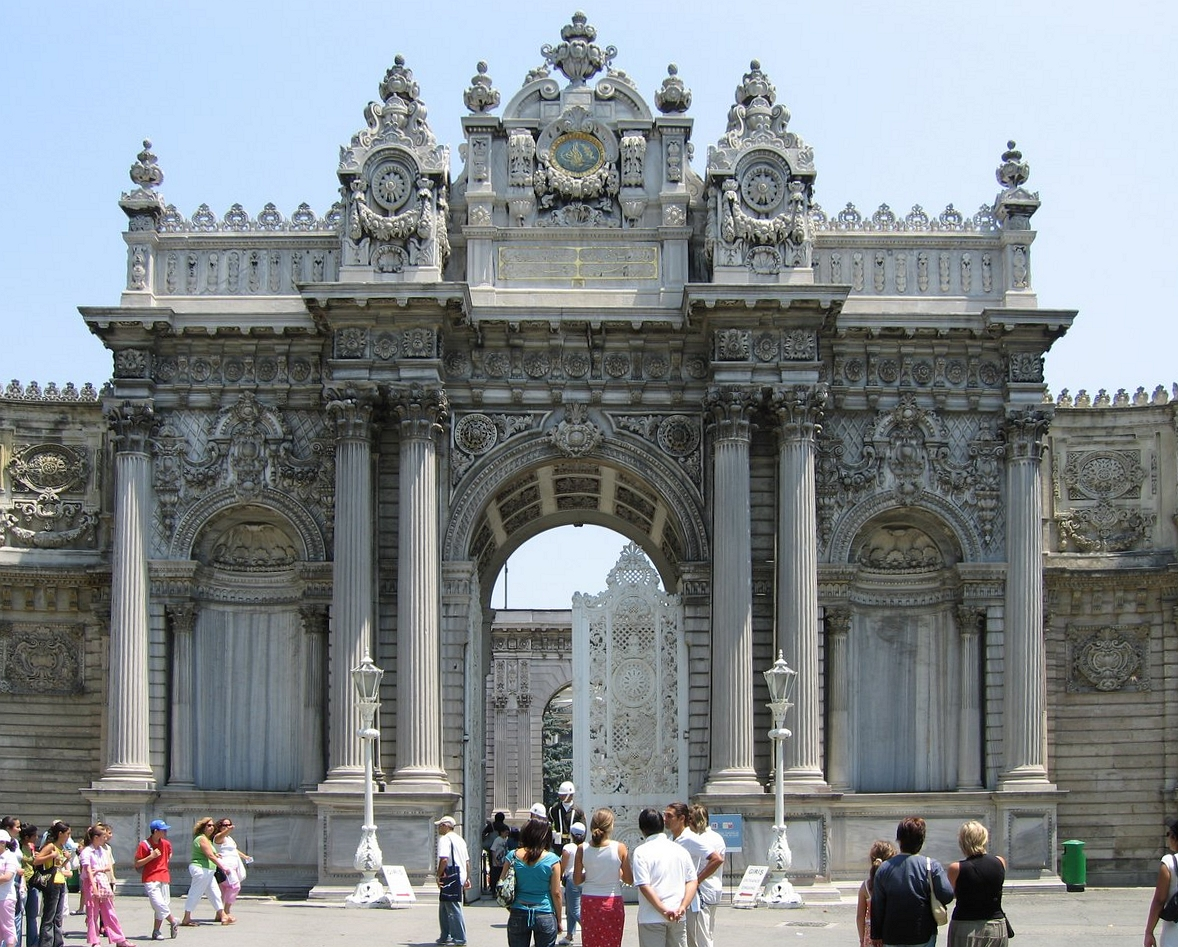
نمای بیرونی دروازهٔ خزانه پس از بازسازی.

### دروازه به‌سوی بسفر

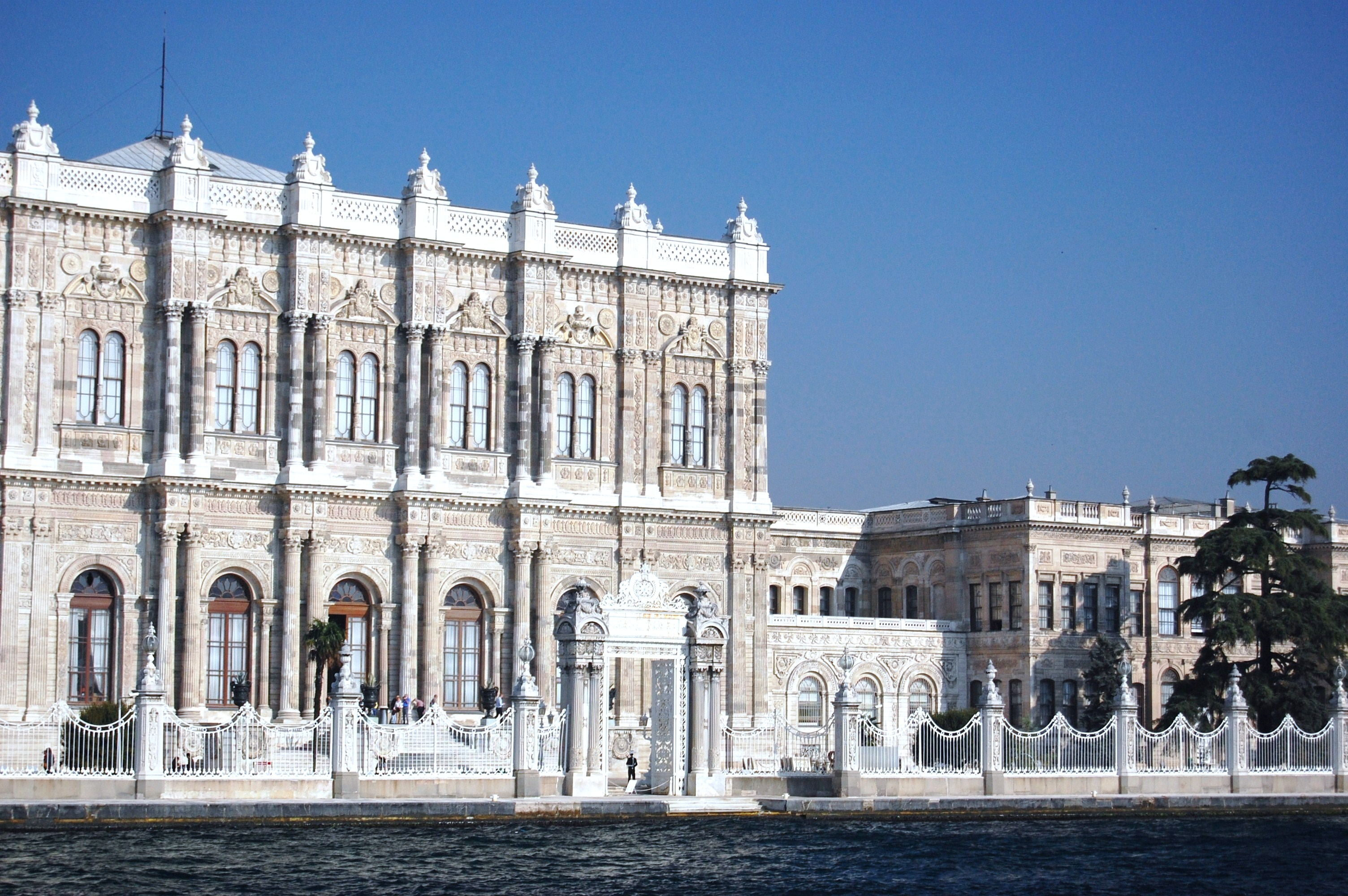
نمای داخلی دروازهٔ بسفر

## ساختمان‌های مجاور

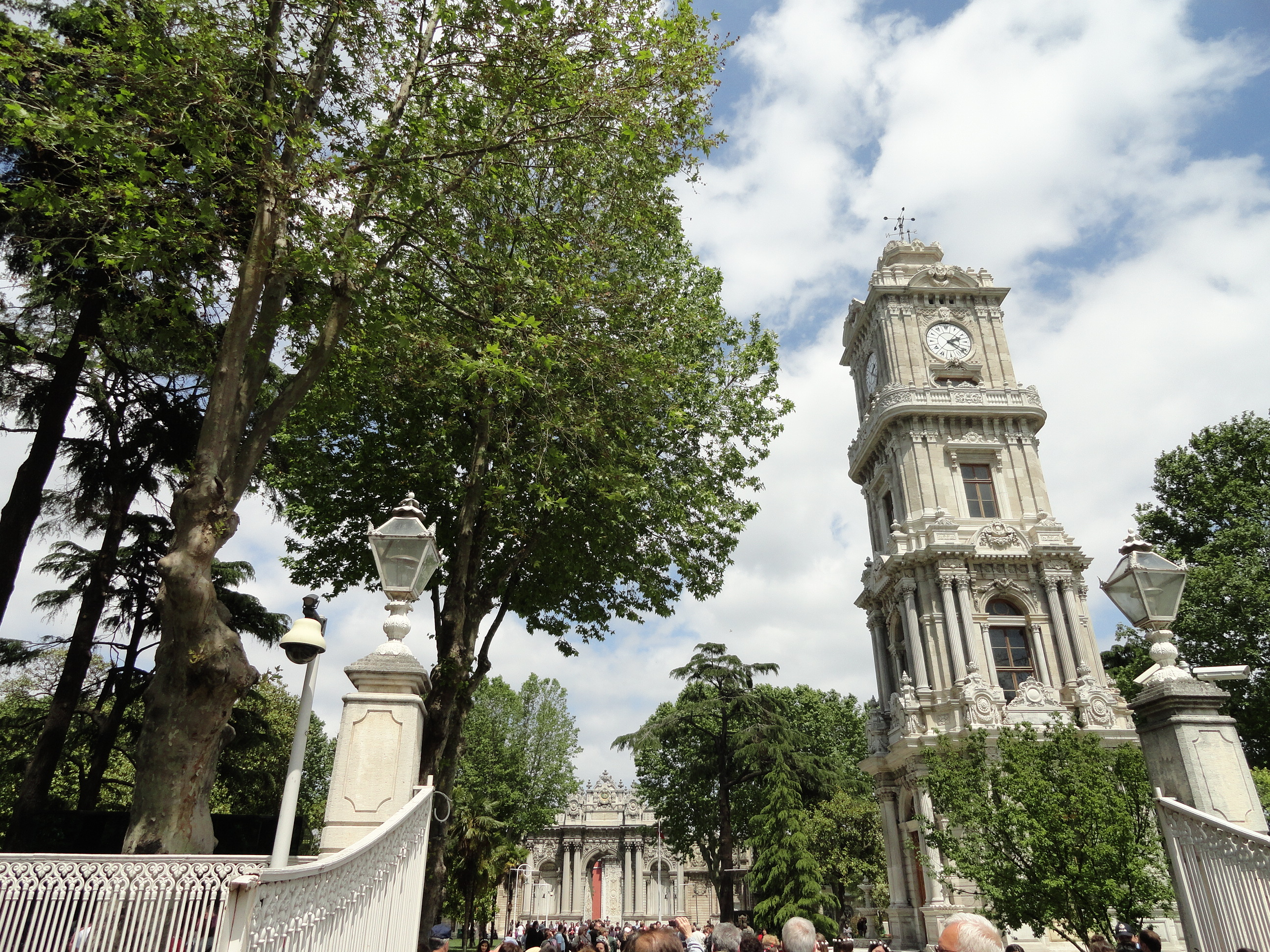
برج ساعت دلمه‌باغچه در کنار ساحل بُسفر، در حالی که دروازهٔ خزانه در پس‌زمینه دیده می‌شود.

در نزدیکی کاخ، چندین بنای اقامتی دیگر نیز قرار دارند، از جمله: کاخ ولیعهد (ولی‌عهده دایرسی)، محل اقامت درباریان (مُصاحبان دایرسی), خوابگاه خدمه (آغاوات دایرسی، بندگان دایرسی)، خوابگاه محافظان (بلطه‌چی‌لار دایرسی)، محل اقامت خواجه‌باشی (قیزلر آغاسی دایرسی)، همچنین بناهایی چون آشپزخانهٔ سلطنتی (مطبخه امیره), اصطبل، قفس پرندگان (قوشلوک), نهالستان (فیدلیک), آسیاب آرد، گلخانه (سره), کارگاه قالی‌بافی هرکه, کارگاه شیشه‌سازی، ریخته‌گری، داروخانه و جز آن‌ها.

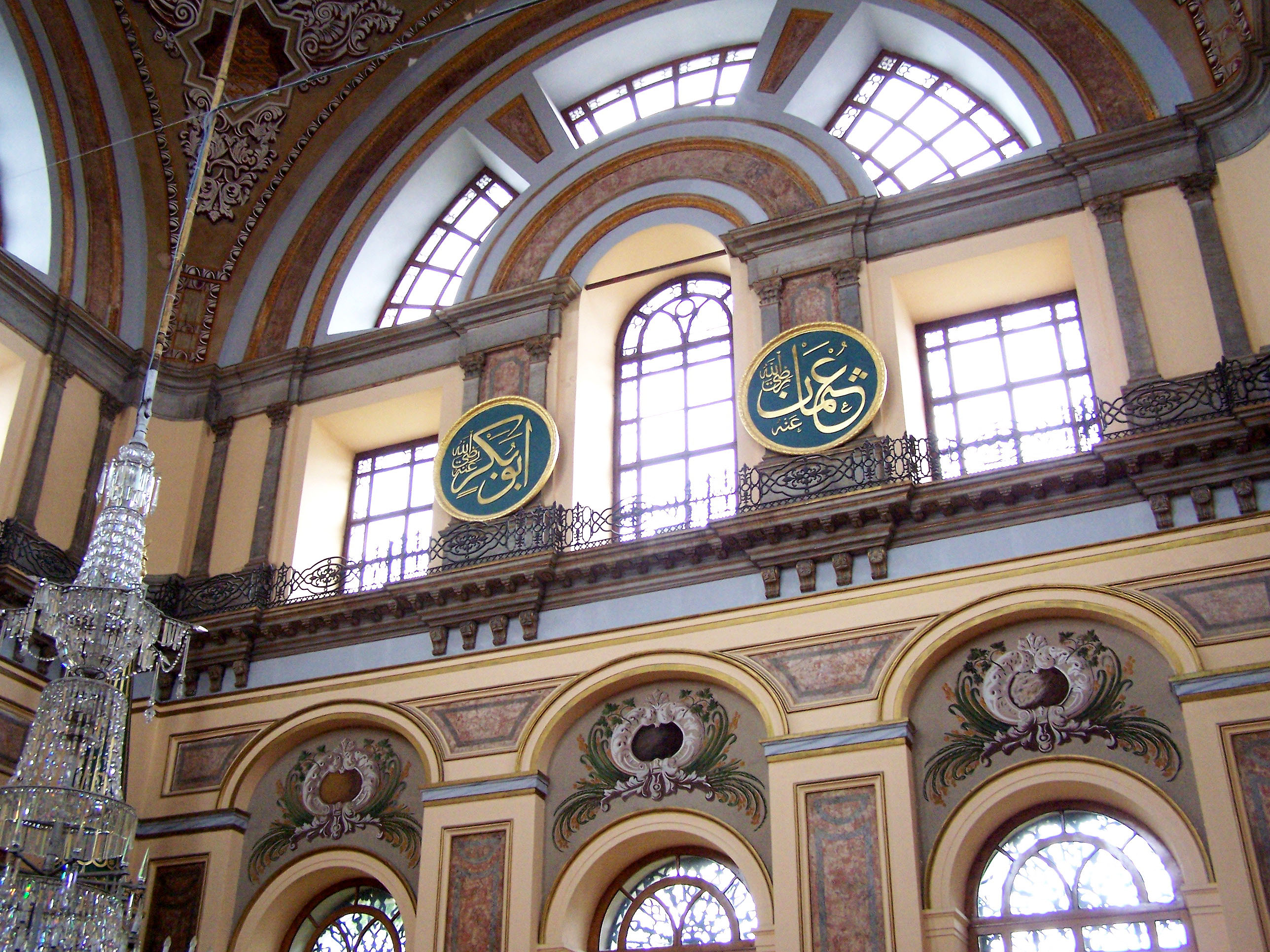
نمای داخلی مسجد دلمه‌باغچه

 مسجدی به سبک باروک با نام مسجد دلمه‌باغچه به طراحی گاربِت بالیان در نزدیکی کاخ و در سال‌های ۱۸۵۳ تا ۱۸۵۵ ساخته شد. این مسجد به سفارش ملکه مادر بزم عالم والده سلطان بنا شد. از سال ۱۹۴۸، این ساختمان محل موزه دریایی بود، اما پس از کودتای نظامی ترکیه در ۲۷ مه ۱۹۶۰، موزه به جای دیگری منتقل شد. در سال ۱۹۶۷، مسجد برای انجام مراسم عبادی بازگشایی شد.

برج ساعت دلمه‌باغچه (Dolmabahçe Saat Kulesi) در برابر دروازهٔ سلطنتی (سلطنت قاپی‌سی) و در میدان کوچکی در ساحل اروپایی بسفر در کنار مسجد ساخته شده‌است. این برج به دستور عبدالحمید دوم و به طراحی معمار درباری سارکیس بالیان بین سال‌های ۱۸۹۰ تا ۱۸۹۵ ساخته شد. ساعت آن را شرکت ساعت‌سازی فرانسوی «ژان-پل گارنیه» ساخت و ساعت‌ساز دربار، یوهان مایر، آن را نصب کرد.

## نگارخانه

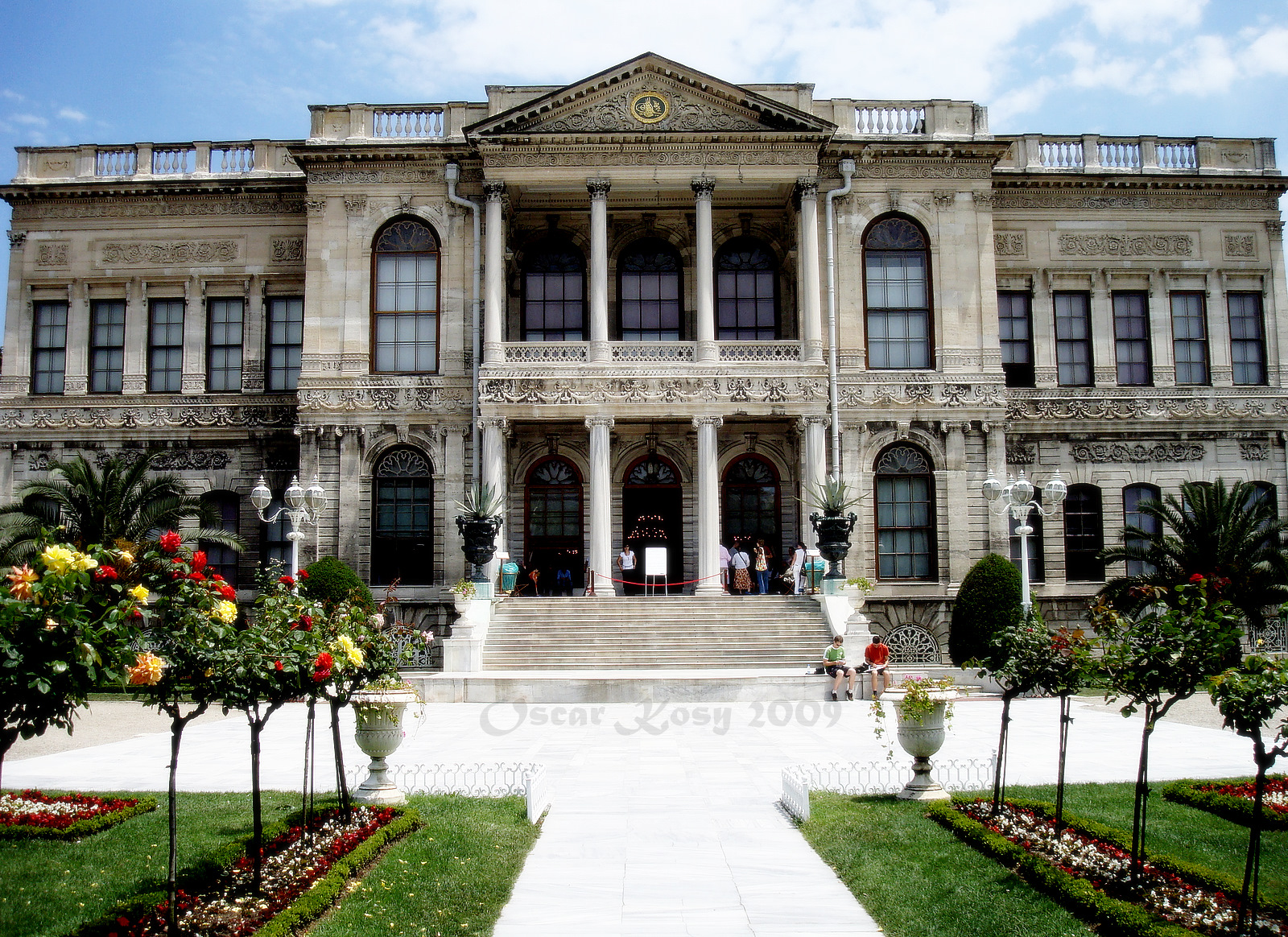
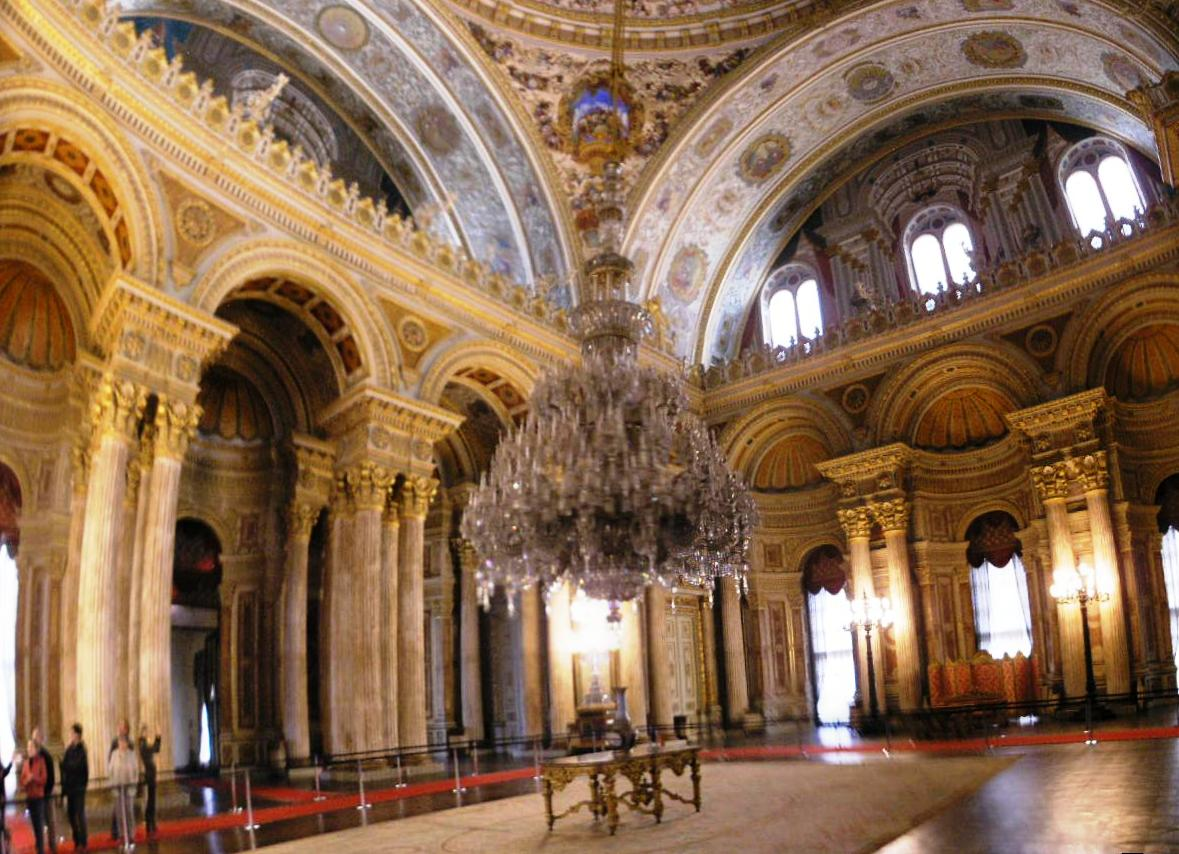
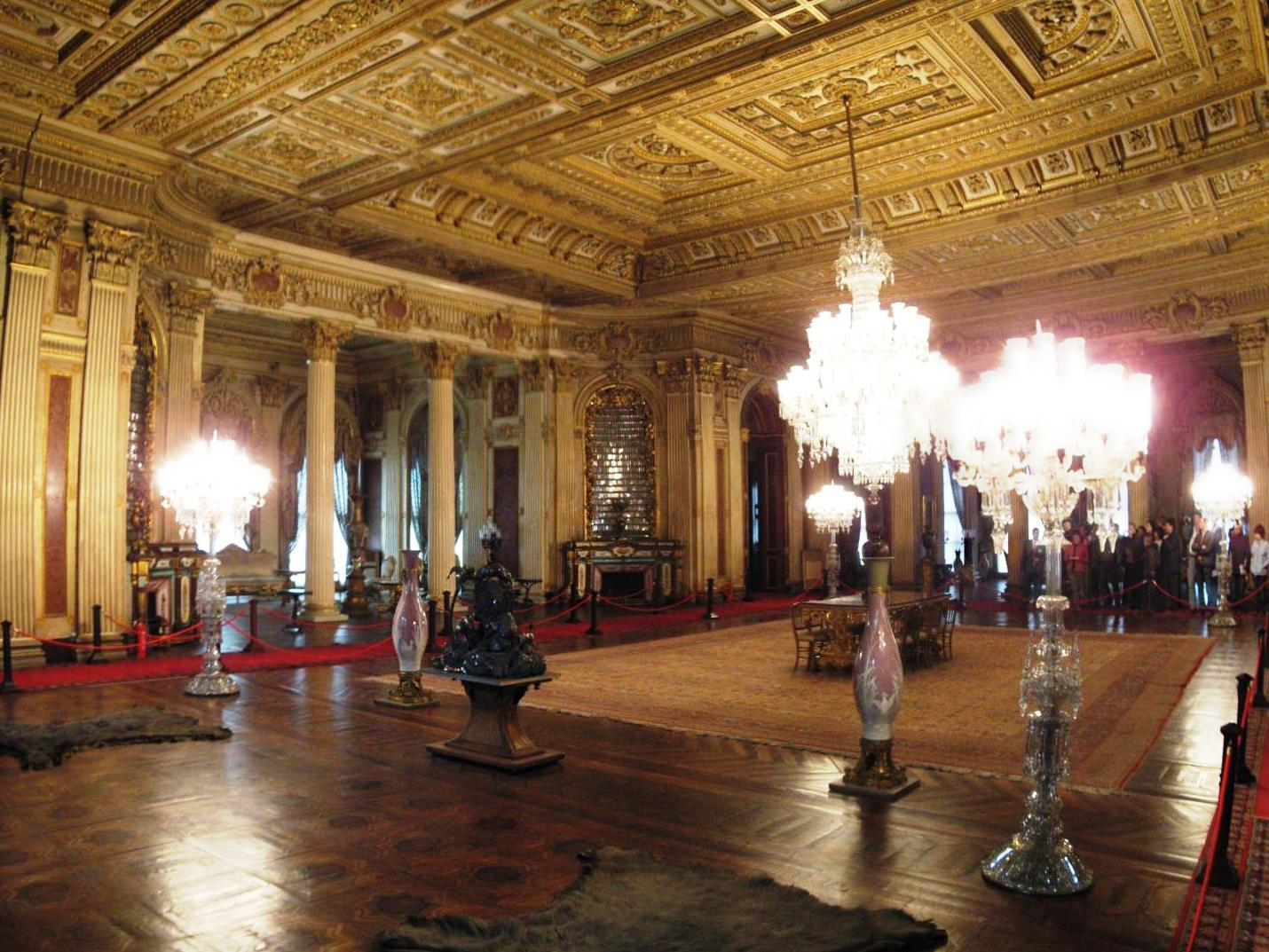
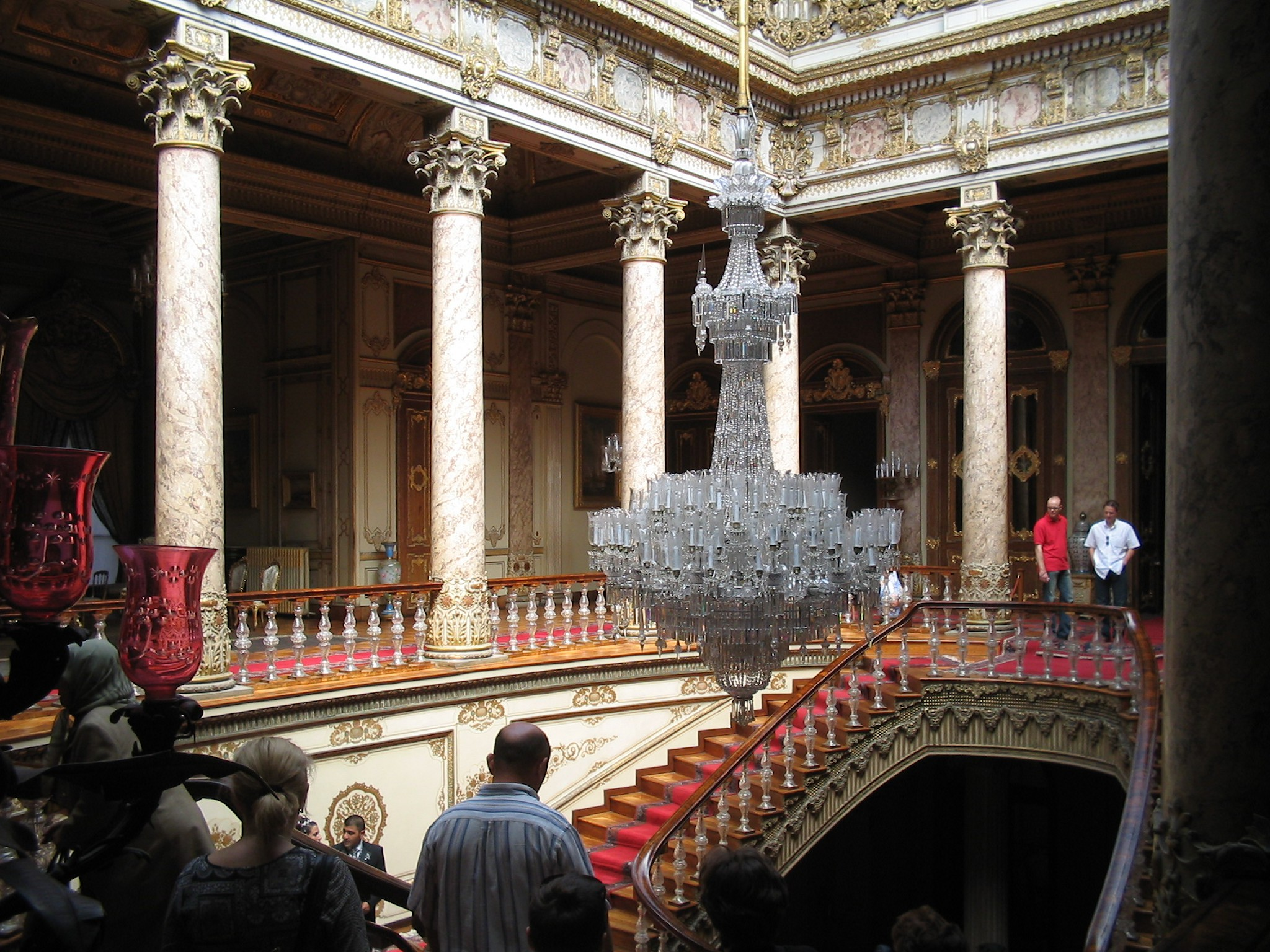
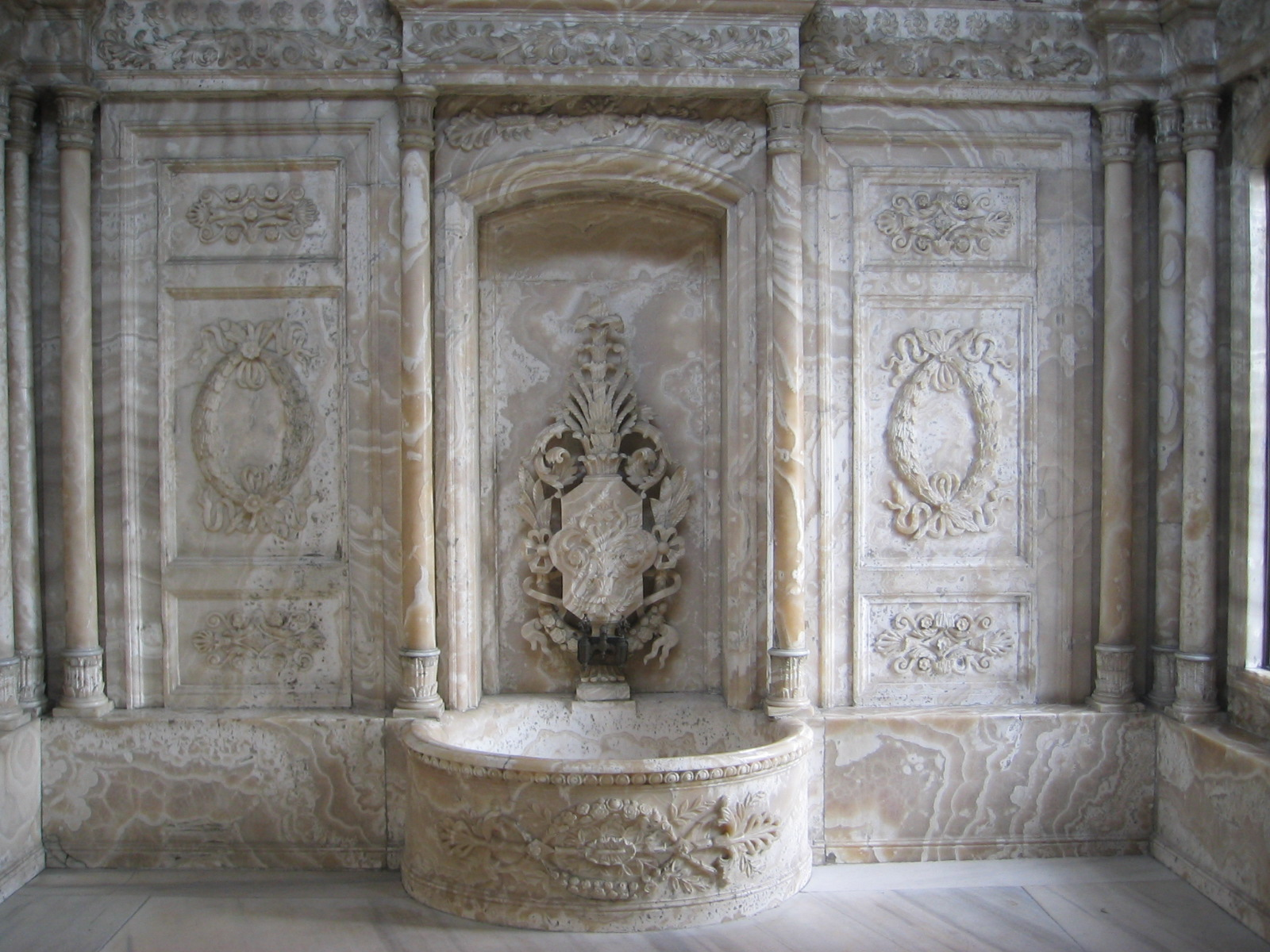
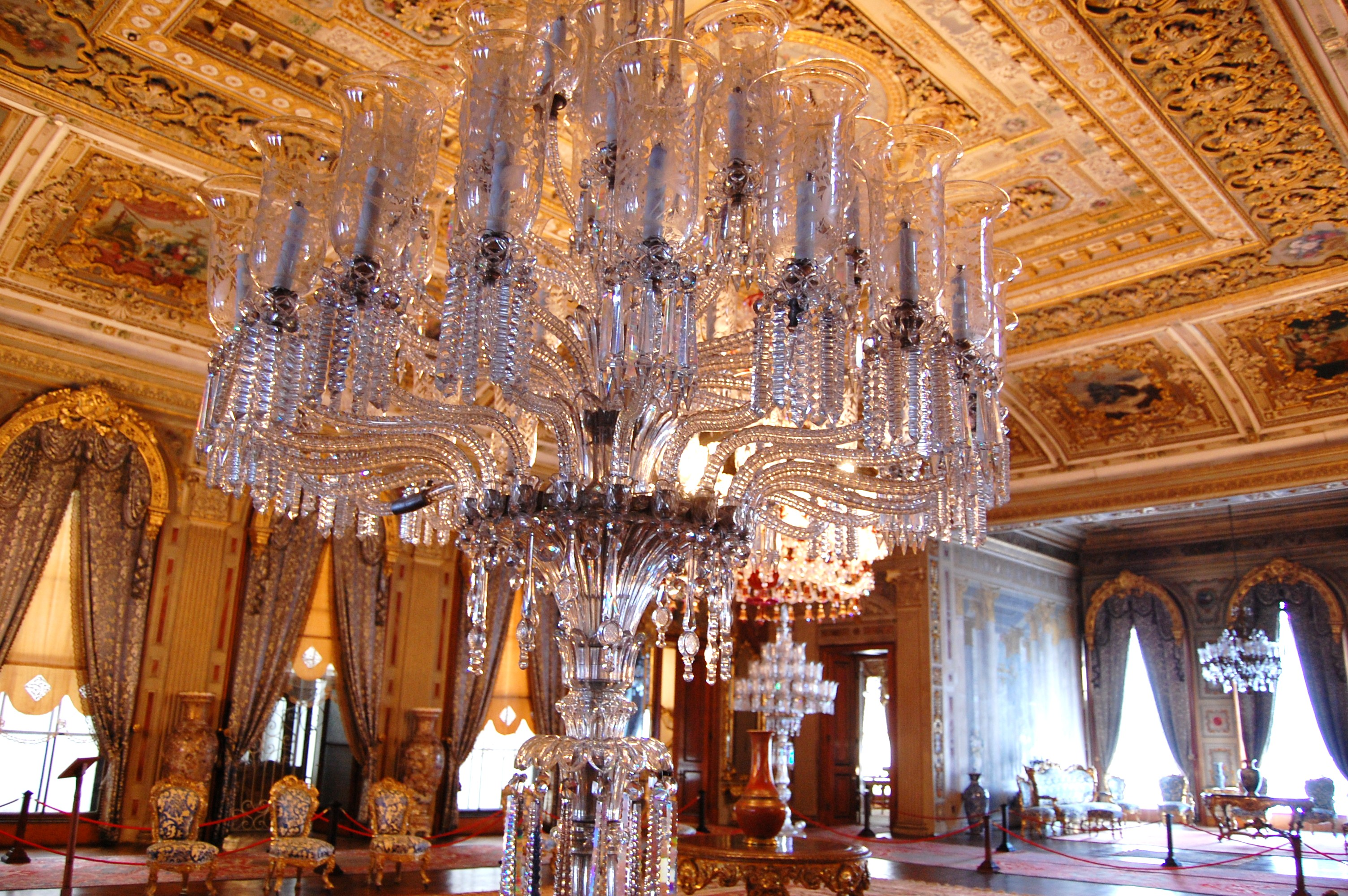
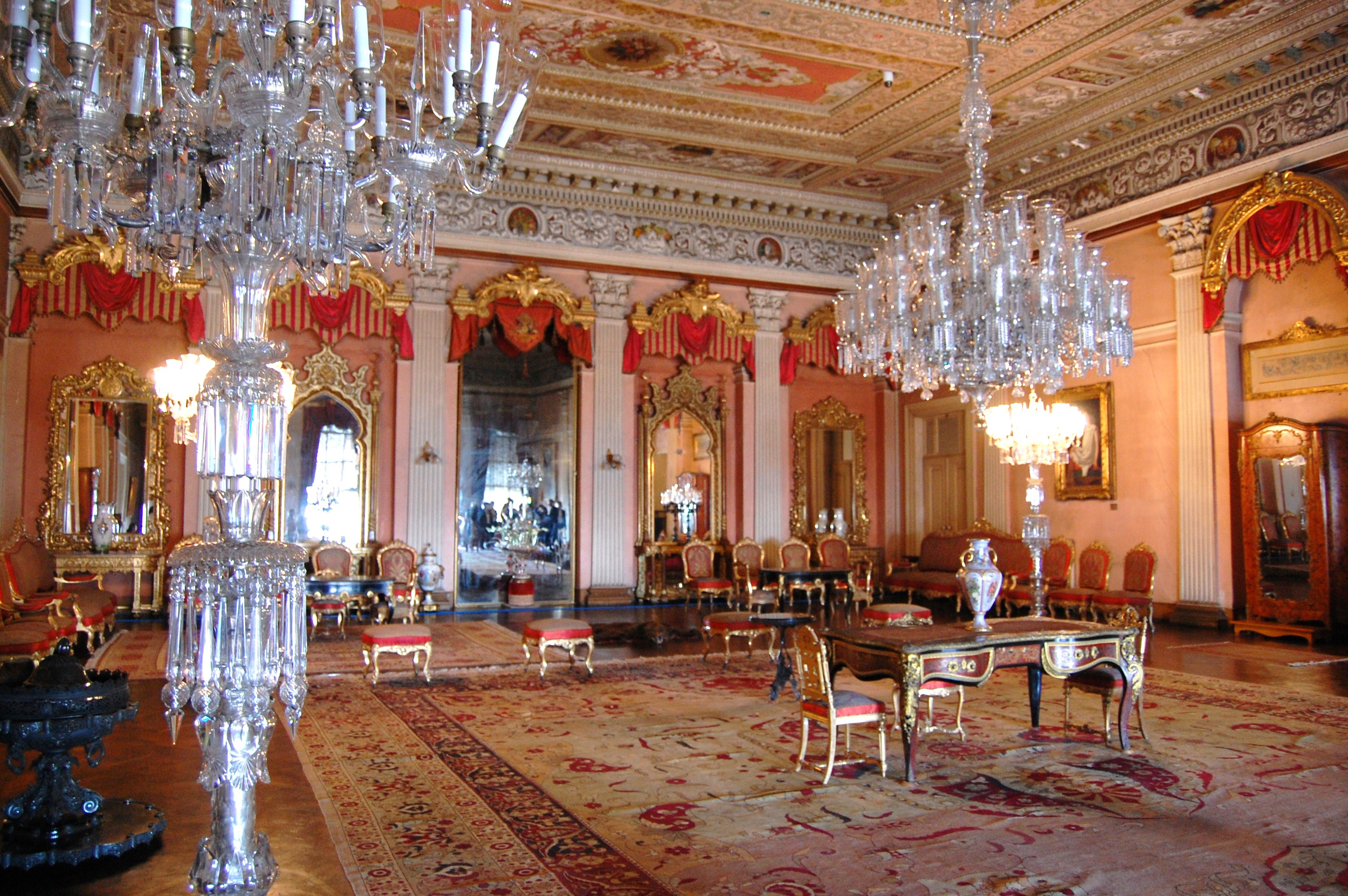

### ورودی‌ها

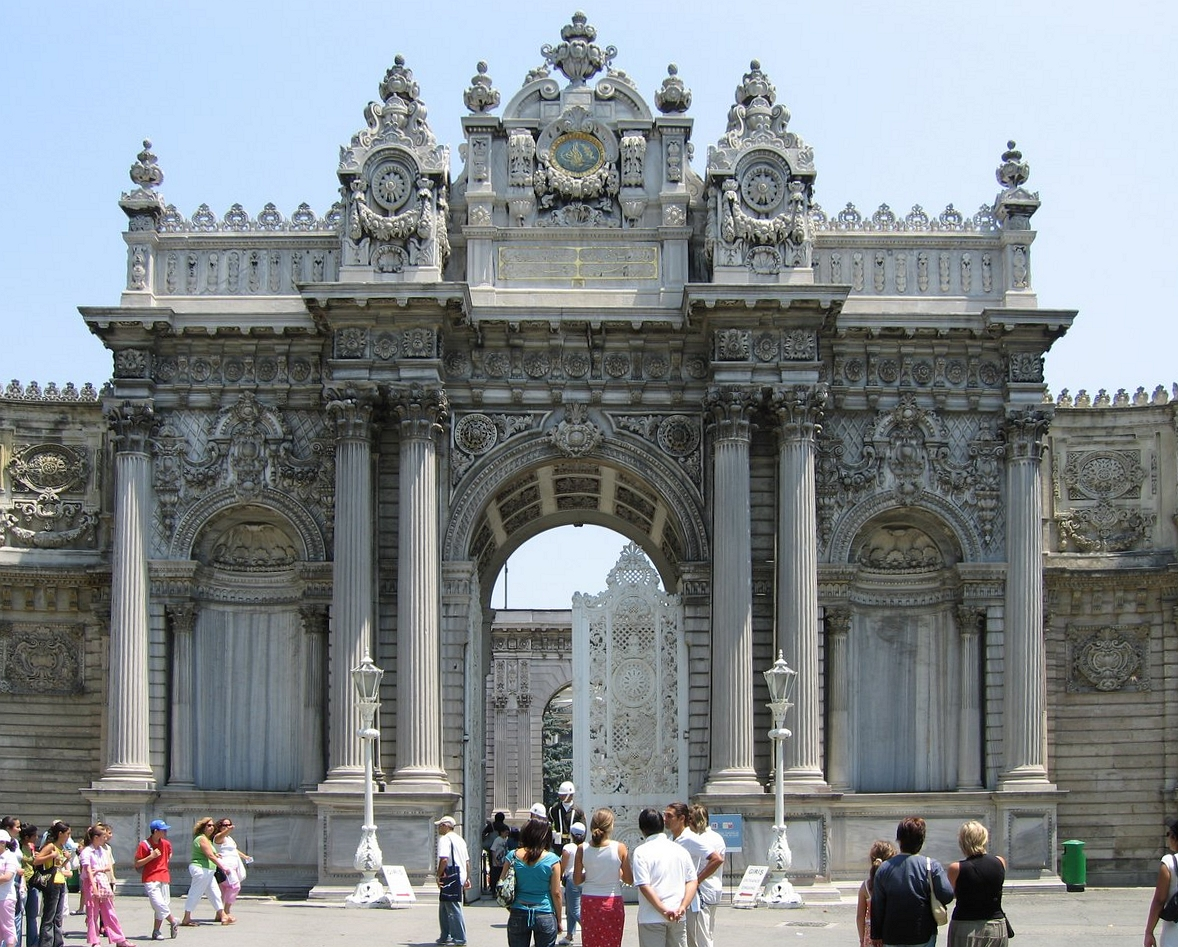
Gate of the Sultan (Saltanat Kapısı)
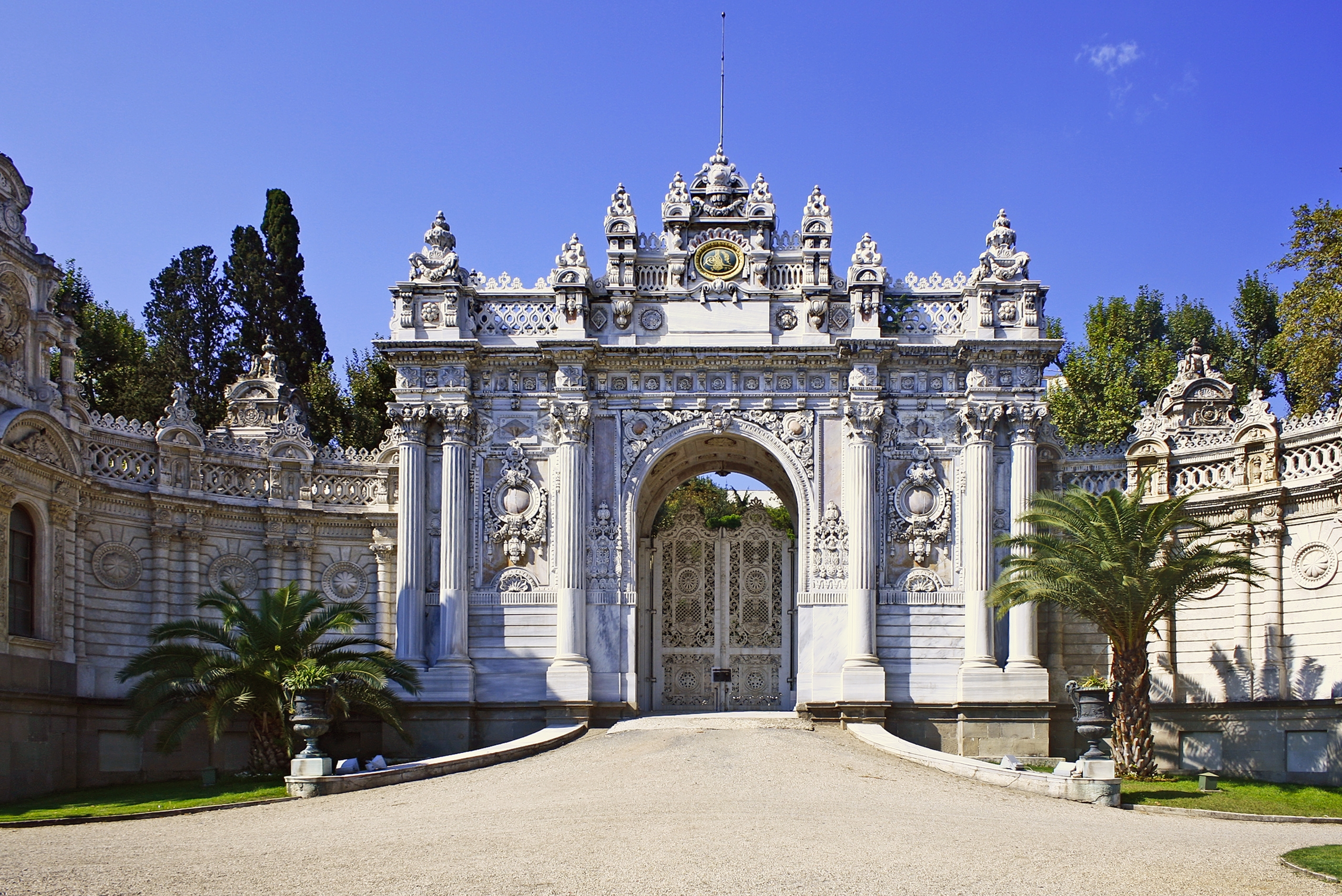
Gate of the Treasury (Hazine-i Hassa Kapısı)
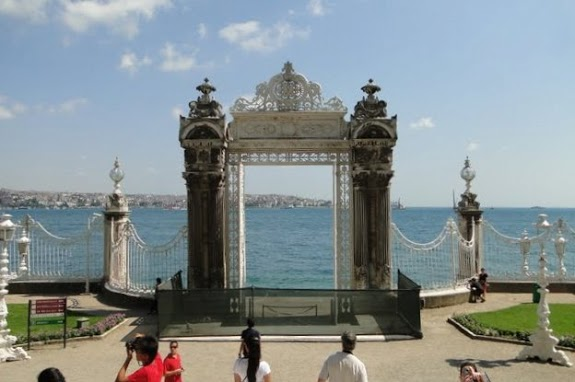
Gate to the Bosphorus